# Bistrouille Amateur Dance Orchestra
Het Bistrouille Amateur Dance Orchestra (of Bistrouille (A.D.O.)  werd in Brussel opgericht in 1920 en was een van de eerste amateur-jazzorkesten van België.
De stichters, de Brusselse broers René Vinche (drummer) en Marcel (banjospeler), waren geïnspireerd door het optreden van de Mitchell’s Jazz Kings die in de jaren twintig veel succes hadden in België. Ze noemden hun orkest eerst Bistrouille Amateurs Jazz Kings en doopten het nadien om tot Bistrouille Amateur Dance Orchestra. Hun thuisbasis was de zaal Patria.
Twee jaar later maakten tenorsaxofonist en klarinettist David Bee en pianist Fernand Coppieters deel uit van het orkest, en in 1925 kwam trompettist Peter Packay erbij. Bee en Packay zouden zich gaan ontpoppen als de twee belangrijkste Belgische jazzcomponisten. Zij bezorgden het A.D.O. ook een uitgebreid oorspronkelijk repertoire. 
Met Félix-Robert Faecq als organisator, zou het Bistrouille Amateur Dance Orchestra op 15 januari 1926 in de zaal van Union coloniale belge in Brussel samen met de Waikiki Jazz Band het eerste Belgische jazzconcert geven.